# Leptomassaria
Leptomassaria is een geslacht van schimmels dat behoort tot de familie Xylariaceae. De typesoort is Leptomassaria simplex.

## Soorten
Volgens Index Fungorum telt het geslacht vier soorten (peildatum januari 2023):
| Soortnaam                | Auteur(s)                     | Publicatiejaar |
| ------------------------ | ----------------------------- | -------------- |
| Leptomassaria dianellae  | Hansf.                        | 1957           |
| Leptomassaria platyspora | Munk                          | 1957           |
| Leptomassaria simplex    | (Nitschke ex G.H. Otth) Petr. | 1914           |
| Leptomassaria unedonis   | (De Not.) Rappaz              | 1995           |